# پرکوپوتسه
پرکوپوتسه (به صربی: Prekopuce) یک منطقهٔ مسکونی در صربستان است که در پروکوپلیه واقع شده‌است. پرکوپوتسه ۱۲۵ نفر جمعیت دارد.